# Альдо Бальдіні
Альдо Бальдіні (італ. Aldo Baldini, 1 грудня 1915, Гаета - 12 листопада 1999, Рим) - італійський адмірал.

## Біографія
Альдо Бальдіні народився 1 грудня 1915 року в Гаеті. У 1934 році вступив до Військово-морської академії в Ліворно, яку закінчив у 1938 році у званні гардемарина. 

### Друга світова війна
На момент вступу Італії у Другу світову війну у званні молодшого лейтенанта ніс службу на борту есмінця «Пантера», що діяв в Червоному морі. Брав участь в атаках на ворожі конвої та обстрілі ворожого узбережжя, за що чотири рази був нагороджений Хрестом «За військову доблесть».
Коли навесні 1941 року падіння Італійської Східної Африки було неминуче, 1 квітня «Пантера» разом з 4 іншими есмінцями вирушила в атаку на Порт-Судан. «Пантера» зуміла досягнути аравійського узбережжя, де була затоплена екіпажем, що висадився на сушу поблизу міста Джидда. Альдо Бальдіні разом з іншими членами екіпажу був інтернований до квітня 1943 року. У 1941 році отримав звання лейтенанта.
Після повернення до Італії у травні 1943 року ніс службу у 22-му дивізіоні MAS, що діяв в Егейськом морі. Після капітуляції Італії 8 серпня 1943 року протягом 2 місяців брав участь в обороні Лероса під час Додеканеської кампанії, якою керував адмірал Луїджі Маскерпа. За мужність під час цієї оборони Альдо Бальдіні був нагороджений Бронзовою медаллю «За військову доблесть». 
Після захоплення Лероса Альдо Бальдіні потрапив у німецький полон, де перебував до серпня 1945 року.

### Післявоєнний період
Після закінчення війни Альдо Бальдіні ніс службу на різних кораблях. У 1950 році отримав звання капітана III рангу, командував міноносцем «Кліо». У 1954 році отримав звання капітана II рангу, командував 4-м дивізіоном корветів. Пізніше ніс службу у командуванні НАТО на Мальті.
У 1960 році отримав звання капітана I рангу, ніс службу в генеральному штабі флоту. Протягом 1963-1964 років командував крейсером «Джузеппе Гарібальді».
У 1965 році отримав звання контрадмірала, у 1969 році - ддивізійного адмірала. Протягом 1969-1970 років командував 2-ю морською дивізією. У 1972 році отримав звання ескадреного адмірала, протягом 1972-1974 років був заступником начальника генерального штабу флоту.
Протягом 1974-1976 років командував оперативними силами флоту.З 1977 по 1979 рік був командувачем військово-морського командування в Неаполі (MARIDIPART Napoli) і командувачем військово-морських сил НАТО у південній Європі.
У 1979 році вийшов у відставку у зв'язку з досягненням граничного вік служби. Помер 12 листопада 1999 року у Римі.

## Нагороди
- Бронзова медаль «За військову доблесть»
- Хрест «За військову доблесть» (нагороджений чотири рази)
- Хрест «За військові заслуги» (нагороджений двічі)
- Кавалер Великого хреста Ордена «За заслуги перед Італійською Республікою»